# Сюлли, Максимильен-Анри де Бетюн
Максимильен (VI)-Анри де Бетюн (фр. Maximilien-Henri de Béthune; 1669 — 2 февраля 1729, Париж), герцог де Сюлли, пэр Франции — французский аристократ.

## Биография
Второй сын Максимильена-Пьера-Франсуа де Бетюна, герцога де Сюлли, и Мари-Антуанетты Сервьен.
Был крещен 19 июля 1669. При жизни старшего брата именовался шевалье де Сюлли.
В 1684 году поступил в мушкетерскую роту, где прослужил два года. Лейтенант в кавалерийском полку Короля (1686), капитан в кавалерийском полку Королевы (1689), кампмейстер кавалерийского полка (1693—1706), бригадир кавалерии и драгун (23 декабря 1702).
В ходе войны Аугсбургской лиги находился в Германии при осадах Филиппсбурга, Мангейма и Франкенталя, в Нидерландах при осадах Диксмёйде и Ата, и бомбардировке Брюсселя. Во время войны за Испанское наследство участвовал в битвах при Санта-Виттории, Луццаре и Кассано, где командовал кавалерией.
23 декабря 1712 наследовал брату как герцог де Сюлли и пэр Франции, суверенный князь Анришмона и Буабеля, маркиз де Конти, граф де Жьен, барон де Бретёй и де Мо. 31 декабря 1712 назначен генеральным наместником Французского Вексена, Манта, Мёлана и Понтуаза, губернатором городов и замков Манта и Жьен-сюр-Луара, и бальи Жьена. Принес присягу в качестве герцога и пэра 14 февраля 1713.
3 июня 1724 был пожалован в рыцари орденов короля.
Состоял в приятельских отношениях с молодым Вольтером, но тот прекратил общение с герцогом после того как Сюлли отказался поддержать литератора, избитого лакеями шевалье де Рогана у крыльца его особняка.
Умер в 1729 году в Париже. Останки были перевезены в Сюлли, а сердце помещено в церкви Визитации Святой Марии в Сен-Дени.

## Семья
Жена (контракт 14.02.1719): Мари-Жанна Гийон (ок. 1673—31.10.1736), дочь Жака Гийона, сеньора де Шампуле, и Жанны Бонье де Ламот, вдова Луи-Никола Фуке, графа де Во, виконта де Мелёна, сеньора де Менси. Брак бездетный
Герцогство Сюлли после смерти Максимильена-Анри перешло в линию графов д'Орваль Бетюнского дома.